# Sojusz na rzecz Europy Narodów
Sojusz na rzecz Europy Narodów (ang. Alliance for Europe of the Nations, AEN) – europejska partia polityczna o profilu narodowo-konserwatywnym, działająca w latach 2002–2009. Siedziba organizacji mieściła się w Luksemburgu.
Spotkanie założycielskie sojuszu miało miejsce 25 czerwca 2002. Wzięło w nim udział kilkanaście ugrupowań politycznych z państw członkowskich Unii Europejskiej, a także z krajów nienależących do UE. W 2004 partia stała się europartią uznawaną przez Unię Europejską, co wiąże się z otrzymywaniem grantów na finansowanie działalności. Przedstawiciele partii należących do AEN w Parlamencie Europejskim VI i VII kadencji zasiadali we frakcji Unii na rzecz Europy Narodów. Sojusz cechował się znaczną fluktuacją ugrupowań członkowskich, po wyborach europejskich w 2009 jego frakcja nie została reaktywowana, a sama partia uległa rozwiązaniu.
Do AEN w różnych okresach jego funkcjonowania należały m.in.: Republikańska Partia Albanii, Obywatelska Partia Demokratyczna (Czechy), Duńska Partia Ludowa, Estoński Związek Ludowy, Zgromadzenie na rzecz Francji, Ludowe Zgromadzenie Prawosławne (Grecja), Fianna Fáil (Irlandia), Likud (Izrael), Alternatywna Demokratyczna Partia Reform (Luksemburg), Litewski Związek Rolników i Zielonych, Porządek i Sprawiedliwość (Litwa), TB/LNNK (Łotwa), Prawo i Sprawiedliwość (Polska), Partia Ludowa (Portugalia), Demokratyczna Partia Rosji, Partia Narodowo-Liberalna (Rumunia), Słowacka Partia Narodowa, Sojusz Narodowy (Włochy) i inne.